# Destruction/Diskografie
Diese Diskografie ist eine Übersicht über die musikalischen Werke der deutschen Thrash-Metal-Band Destruction.

## Alben

### Studioalben
| Jahr | Titel Musiklabel                                    | Höchstplatzierung, Gesamtwochen, AuszeichnungChartplatzierungen (Jahr, Titel, Musiklabel, Platzierungen, Wochen, Auszeichnungen, Anmerkungen) | Höchstplatzierung, Gesamtwochen, AuszeichnungChartplatzierungen (Jahr, Titel, Musiklabel, Platzierungen, Wochen, Auszeichnungen, Anmerkungen) | Höchstplatzierung, Gesamtwochen, AuszeichnungChartplatzierungen (Jahr, Titel, Musiklabel, Platzierungen, Wochen, Auszeichnungen, Anmerkungen) | Anmerkungen                              |
| Jahr | Titel Musiklabel                                    | DE | AT | CH | Anmerkungen                              |
| ---- | --------------------------------------------------- | --- | --- | --- | ---------------------------------------- |
| 1985 | Infernal Overkill Steamhammer/SPV                   | — | — | — | Erstveröffentlichung: 24. Mai 1985       |
| 1986 | Eternal Devastation Steamhammer/SPV                 | — | — | — | Erstveröffentlichung: 12. Juli 1986      |
| 1987 | Release from Agony Steamhammer/SPV                  | — | — | — | Erstveröffentlichung: 1. Dezember 1987   |
| 1990 | Cracked Brain Noise Records                         | — | — | — | Erstveröffentlichung: 1. Juni 1990       |
| 1998 | The Least Successful Human Cannonball Brain Butcher | — | — | — | Erstveröffentlichung: Oktober 1998       |
| 2000 | All Hell Breaks Loose Nuclear Blast                 | DE67 (1 Wo.)DE | — | — | Erstveröffentlichung: 25. April 2000     |
| 2001 | The Antichrist Nuclear Blast                        | DE89 (1 Wo.)DE | — | — | Erstveröffentlichung: 27. August 2001    |
| 2003 | Metal Discharge Nuclear Blast                       | — | — | — | Erstveröffentlichung: 22. September 2003 |
| 2007 | Inventor of Evil AFM Records                        | DE68 (1 Wo.)DE | — | — | Erstveröffentlichung: 22. August 2007    |
| 2008 | D.E.V.O.L.U.T.I.O.N. AFM Records                    | DE65 (1 Wo.)DE | — | — | Erstveröffentlichung: 29. August 2008    |
| 2011 | Day of Reckoning Nuclear Blast                      | DE95 (1 Wo.)DE | — | — | Erstveröffentlichung: 18. Februar 2011   |
| 2012 | Spiritual Genocide Nuclear Blast                    | — | — | — | Erstveröffentlichung: 23. November 2012  |
| 2016 | Under Attack Nuclear Blast                          | DE68 (1 Wo.)DE | — | CH90 (1 Wo.)CH | Erstveröffentlichung: 13. Mai 2016       |
| 2019 | Born to Perish Nuclear Blast                        | DE26 (1 Wo.)DE | — | CH36 (1 Wo.)CH | Erstveröffentlichung: 9. August 2019     |
| 2022 | Diabolical Napalm Records                           | DE12 (1 Wo.)DE | — | CH19 (1 Wo.)CH | Erstveröffentlichung: 8. April 2022      |
| 2025 | Birth of Malice Napalm Records                      | DE10 (1 Wo.)DE | AT12 (1 Wo.)AT | CH23 (1 Wo.)CH | Erstveröffentlichung: 7. März 2025       |

### Livealben
| Jahr | Titel Musiklabel             | Höchstplatzierung, Gesamtwochen, AuszeichnungChartplatzierungen (Jahr, Titel, Musiklabel, Platzierungen, Wochen, Auszeichnungen, Anmerkungen) | Höchstplatzierung, Gesamtwochen, AuszeichnungChartplatzierungen (Jahr, Titel, Musiklabel, Platzierungen, Wochen, Auszeichnungen, Anmerkungen) | Anmerkungen                           |
| Jahr | Titel Musiklabel             | DE | CH | Anmerkungen                           |
| ---- | ---------------------------- | --- | --- | ------------------------------------- |
| 2020 | Born to Thrash Nuclear Blast | DE50 (1 Wo.)DE | — | Erstveröffentlichung: 17. Juli 2020   |
| 2021 | Live Attack Nuclear Blast    | DE70 (1 Wo.)DE | — | Erstveröffentlichung: 13. August 2021 |

Weitere Livealben
- 1989: Live Without Sense
- 2002: Alive Devastation
- 2004: Live Discharge
- 2009: The Curse of the Antichrist – Live in Agony

### Kompilationen
- 1992: Best of (Best-of-Album)
- 2007: Thrash Anthems (Neuaufnahmen älterer Lieder)
- 2017: Thrash Anthems II (Neuaufnahmen älterer Lieder)

### EPs
- 1984: Sentence of Death
- 1987: Mad Butcher
- 1994: Destruction
- 1995: Them Not Me
- 2001: Live Promo

### Demos
- 1984: Bestial Invasion of Hell
- 1999: The Butcher Strikes Back

## Singles

### Als Leadmusiker
- 1990: Cracked Brain
- 2001: Whiplash

### Splits
- 2001: Nuclear Blast Festival 2000 (CD/DVD, mit Raise Hell, Kataklysm, Hypocrisy und Crematory)
- 2012: The Big Teutonic 4 (EP, mit Kreator, Sodom und Tankard)
- 2014: Destruction / Tankard (7"-Single, mit Tankard)
- 2015: The Big Teutonic 4 – Part II (EP, mit Kreator, Sodom und Tankard)
- 2016: The Devil Strikes Again / Second to None (7"-Single, mit Rage)

## Videografie

### Videoalben
- 2004: Live Discharge
- 2010: A Savage Symphony – The History of Annihilation

### Musikvideos
- 2003: The Ravenous Beast
- 2003: Desecrators of the New Age
- 2005: Soul Collector
- 2005: The Alliance of Hellhoundz
- 2007: Total Desaster
- 2008: Vicious Circle
- 2011: Hate Is My Fuel
- 2012: Carnivore
- 2016: Under Attack
- 2017: United by Hatred

## Boxsets
- 2018: The Nuclear Blast Recordings

## Statistik

### Chartauswertung
|                     | DE     | AT    | CH    |
| ------------------- | ------ | ----- | ----- |
| Nummer-eins-Alben   | DE—DE  | AT—AT | CH—CH |
| Top-10-Alben        | DE1DE  | AT—AT | CH—CH |
| Alben in den Charts | DE12DE | AT1AT | CH4CH |